# Glypta dentata
Glypta dentata là một loài tò vò trong họ Ichneumonidae.